# Karl Martin Rogg

Karl Rogg, ca. 1890

Karl Martin Rogg (* 7. Februar 1836 in Kloster St. Katharinental; † 1. September 1901 in Frauenfeld) war ein Schweizer Grossrat und Oberrichter.

## Leben
Karl Martin Rogg war der Sohn des Ratsherrn, Bezirksgerichtspräsidenten und Klosterverwalters Dominik Rogg und der Maria Antonia, geb. Vorster. Er absolvierte das Gymnasium an der Stiftsschule Einsiedeln und studierte Philosophie in München (1855), später Rechtswissenschaften in Innsbruck (1856–57), Berlin (1857–58) und Heidelberg. 1859 bestand er das Anwaltsexamen des Kantons Thurgau. Ab 1860 führte er eine Praxis als Rechtsanwalt in Frauenfeld und wurde in den Grossen Rat des Kt. Thurgau gewählt, dem er von 1860 bis 1867 angehörte.
1861 heiratete er Josephine Fischer (1827–1898), eine Tochter des Politikers und Anführers des Freiämtersturms, „General“ Johann Heinrich Fischer. Eine Tochter von Karl Martin und Josephine Rogg-Fischer, Maria Anna Carolina Rogg (1868–1954), heiratete 1895 den Historiker und Hochschullehrer Albert Büchi.

## Leistungen
1864 wurde Rogg in die Anklagekammer des Kantons Thurgau gewählt, ab 1866 war er Mitglied des Obergerichts, von 1869 bis 1897 dessen Vizepräsident.
Von 1895 bis 1900 war er Präsident des katholischen Kirchenrates des Kt. Thurgau, von 1868 bis 1884 Verwaltungsrat der Bürgergemeinde Frauenfeld, und von 1880 bis 1884 Präsident der Direktion der städtischen Sparkasse in Frauenfeld. In der Armee war er Quartiermeister mit Hauptmannsrang. Zudem war er Eigentümer des Hauses „Zum Stadtschryber“ (früher Gasthof „Schäfli“), das während 234 Jahren, von 1692 bis 1926, im Besitz der Familie Rogg war.
Er verfasste Grundsätzliche Entscheidungen des Obergerichts und der Kriminalkammer (1880) sowie zahlreiche Einzelabhandlungen auf dem Gebiet der Rechtsfragen.